# کاتاندیکا، موزامبیک
کاتاندیکا (به لاتین: Catandica) یک منطقهٔ مسکونی در موزامبیک است که در Manica District واقع شده‌است.
 کاتاندیکا  ۲۹٬۰۵۲ نفر جمعیت دارد.